# Procmail
Procmail — агент доставки электронной почты и почтовый фильтр. Программа для локальной обработки почтовых сообщений, широко используемая в Unix системах.
Используется для фильтрации почты и сортировки по почтовым ящикам пользователя, в зависимости от содержимого сообщения. Procmail можно настроить таким образом, чтобы она вызывала внешние программы для обработки сообщений. Эта возможность часто используется для настройки фильтрации спама, когда с помощью procmail вызывается внешний спам-фильтр, например SpamAssassin.

## Примеры настройки
```
MAILDIR=/home/mutex/Mail           # Куда складывать почту
LOGFILE=/home/mutex/procmail.log   # Куда писать логи
DEFAULT=/home/mutex/Mail/mbox      # Ящик по умолчанию

# Рассылка xfce

:0
* ^TO.*(xfce@xfce\.org|xfce-bugs@xfce\.org).*
xfce	                 

# Рассылка mutt

:0
* ^To.*mutt-users@mutt\.org.*
mutt-users

# Рассылки debian

:0
* ^TO.*debian-kernel@lists\.debian\.org.*
debian-kernel

:0
* ^TO.*debian-russian@lists\.debian\.org.*
debian-russian

# bugtraq

:0
* ^TO.*@securityfocus\.com.*
bugtraq

# Все остальное 

:0
inbox
```